# Psychotria viridis
Psychotria viridis Ruiz & Pav., 1799 è un arbusto della famiglia delle Rubiaceae.
È una specie nota soprattutto per il suo utilizzo nella medicina tradizionale pre-colombiana, come ingrediente per la preparazione della ayahuasca, un estratto vegetale preparato dagli sciamani dei popoli amazzonici e andini, usato come principio enteogeno per i riti di visione e di comunicazione con il divino. Ha molte denominazioni locali, tra le quali chacruna o chacrona (dalla lingua quechua chaqry= mescolare).
Deve le sue proprietà all'alto contenuto di alcaloidi psicoattivi, in particolare di dimetiltriptammina (DMT).

## Descrizione

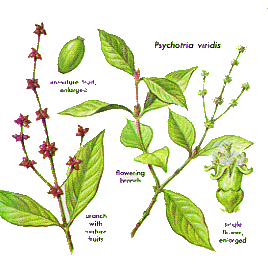
Tavola botanica

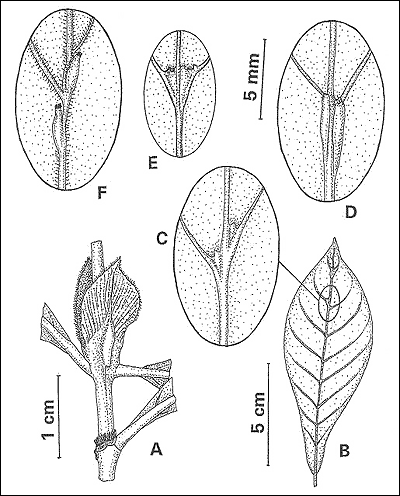

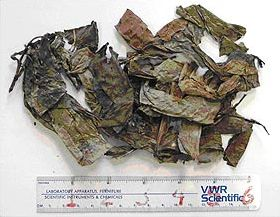
Foglie secche

È una specie a portamento arbustivo, sempreverde, che può raggiungere i 5 m di altezza.

### Fusto
Il fusto è legnoso e nella parte media e inferiore, in corrispondenza dei punti di inserzione delle foglie opposte, presenta una serie di zone scarificate orizzontali di 0,3–1 mm, che recano sul margine superiore una fitta peluria di sottili tricomi lunghi 0,5–1 mm, di colore rosso brunastro (Figura A). Nella parte superiore del fusto questo carattere è oscurato dalla presenza di stipole (vedi sotto), che ricoprono i tricomi.
La parte superiore del fusto presenta diverse paia di stipole, strutture fogliari che si differenziano alla base del picciolo (Figura A). Sono di forma ellittica, di dimensioni 5-25 x 4–12 mm, fortemente angolate all'apice, di consistenza membranosa, ciliate lungo il margine superiore.

### Foglie
Le foglie (Figura B) sono opposte, ovali, di colore verde brillante, generalmente lunghe 5–15 cm e larghe 2–6 cm, ricoperte da una sottile peluria sulla faccia inferiore, con 5-10 paia di venature secondarie ed un picciolo lungo 1–10 mm. La superficie inferiore della foglia presenta numerose foveole (vedi sotto). Quando vengono essiccate assumono una colorazione bruno-rossastra.

### Foveole
Si tratta di piccole tasche situate sulla faccia inferiore delle foglie nei punti di intersezione tra la venatura principale e le venature secondarie. Fungono da riparo per piccoli organismi simbionti come gli  acari, che proteggono la pianta dagli attacchi di funghi e altri microorganismi erbivori. Misurano 1,5–5 mm x 0.5–1 mm, e sono generalmente di forma conica (Figura C). Possono tuttavia variare in forma e dimensioni nelle differenti piante (Figure C, D, E, F), e possono essere più o meno numerose da una foglia all'altra o essere assenti in alcune foglie.

### Frutti
I frutti sono delle piccole bacche rosse riunite in grappoli, contenenti quattro piccoli semi di colore marrone.

## Distribuzione e habitat
Il suo areale si estende dal Messico meridionale a buona parte del Centroamerica (Belize, Costa Rica, Nicaragua, Panama, Cuba, Haiti) e alla fascia tropicale del Sudamerica (Venezuela, Bolivia, Colombia, Ecuador, Perù e Brasile) .
Cresce su suoli ricchi e fertili nelle aree soleggiate della foresta tropicale.

## Propagazione
Si propaga da seme o per talea foliare.

## Principi attivi
Psychotria viridis ha un alto contenuto di alcaloidi, in particolare di derivati della triptamina (N,N-DMT, 5-MeO-DMT, 5-MeO-NMT, bufotenina) e di 2-metil-THbC (N-metil-tetraidro-b-Carbolina). La dimetiltriptamina (N,N-DMT), che può arrivare a rappresentare lo 0,1-0,61 % del peso secco della pianta, è il principale responsabile degli effetti psicoattivi.

## Uso ed effetti
Assieme a Banisteriopsis caapi è uno dei costituenti principali della ayahuasca, una bevanda rituale enteogena utilizzata dagli sciamani dei popoli amazzonici e andini.
Gli effetti, che appaiono dopo circa un'ora dall'ingestione e durano da 4 a 6 ore, consistono in euforia, alterazioni della percezione visiva e auditiva, alterazioni della percezione del tempo e dello spazio. Può provocare alterazioni del sistema nervoso autonomo con comparsa di sudorazione profusa, nausea, vomito, tremori, aumento della temperatura corporea, midriasi .